# سوریا مانلی
سوریا مانلی (به ایتالیایی: Soveria Mannelli) یک کومونه در ایتالیا است که در استان کاتانزارو واقع شده‌است. سوریا مانلی ۲۰ کیلومتر مربع مساحت و ۳٬۱۲۰ نفر جمعیت دارد و ۷۷۴ متر بالاتر از سطح دریا واقع شده‌است.